# Premis Núvol
Els Premis Núvol són un guardó creat l'any 2017 pel mitjà digital Núvol que consta de deu categories, una per cada una de les seccions que té la publicació, que es concedeixen a obres i/o artistes menors de quaranta anys que han destacat en l'àmbit de la creació cultural: llibres, llengua, música, humor, teatre i dansa, música clàssica, noves tecnologies, art, il·lustració i jazz. Amb motiu del desè aniversari de Núvol, els premis corresponents al 2021 es lliuraren en un acte al Centre Artesà Tradicionàrius de Barcelona.

## Guardonats/des
|      | Punt de Llibre                | Calàndria        | Homo Fabra                                                         | El Web Negre               | L'Apuntador       | Castafiore          | Pantalles                     | Galeries                           | Sa Il·lustríssima | La ruta del jazz       |
| ---- | ----------------------------- | ---------------- | ------------------------------------------------------------------ | -------------------------- | ----------------- | ------------------- | ----------------------------- | ---------------------------------- | ----------------- | ---------------------- |
| 2017 | Maria Guasch                  | Xarim Aresté     | Antònia Escandell Tur                                              | Carlos Vilafranca «Tres»   | Carla Rovira      | Luis Codera Puzo    | Carla Simón                   | Joana Hurtado                      | Flavita Banana    | Santi de la Rubia Trio |
| 2018 | Melcior Comes                 | Ferran Palau     | Josep Pedrals                                                      | Marta Masana Far           | Clàudia Cedó      | Joan Magrané        | Maria Rovira i Ariel F. Verba | Bernat Puigdollers Vidal           | Marta Altés       | Eva Fernández          |
| 2019 | Irene Solà                    | Tarta Relena     | Arnau Barios i Pau Sabaté                                          | Joel Díaz                  | Laura Clos        | Anna Alàs           | Irene Moray                   | Laia Estruch                       | Eva Palomar Gómez | Xavi Torres            |
| 2020 | Raül Garrigasait              | Pau Vallvé       | Grup de Lingüistes per la Diversitat                               | Dolors Boatella            | Pau Vinyals       | Carles Marigó       | Juliana Canet i Pedemonte     | Mercè Vila Rigat                   | Ana Galvañ        | Joan Pérez-Villegas    |
| 2021 | Borja Bagunyà                 | Carola Ortiz     | Viquipèdia en català                                               | Marc Sarrats               | Las Huecas        | Sara Blanch         | Pack Màgic                    | Núria Güell                        | Martí Melcion     | Joan Mar Sauqué        |
| 2022 | Aina Fullana                  | Arnau Obiols     | Xènia Dyakonova                                                    | Indigo Carbajal            | Queralt Casasayas | Arnau Tordera       | Alba Cros i Artur Tort        | Pere Pedrals                       | Nadia Hafid       | Manel Fortià           |
| 2023 | Anna Pazos                    | Júlia Colom      | Eloi Creus                                                         | Matías Tolsà               | Albert Pascual    | Raquel García-Tomás | Elena Martín i Gimeno         | Cèsar Favà                         | Cinta Vidal       | Marco Mezquida         |
| 2024 | Eduard Olesti i Maria Sevilla | Fades i Svetlana | Posa-hi tu l'accent, festival de variants lingüístiques del català | Fran Tudela (@Cabrafotuda) | Miriam Moukhles   | Kebyart Ensemble    | María Rodríguez Soto          | Mario Cervera i Arturo de la Oliva | Marina Sáez       | Alba Careta            |